# ラム川 (ベトナム)
ラム川（ラーオ語: Nam Khan、ベトナム語: Sông Cả / 瀧哿 または Sông Lam / 瀧藍）は、東南アジアを流れる川。ラオスのロイ山脈を水源とし、ベトナムを経てトンキン湾へと注いでいる。ラオスのシエンクワーン県、ベトナムのゲアン省、ハティン省を通る。全長は512キロメートル。